# Gerd Vehres
Gerd Vehres (* 2. Januar 1941 in Berlin; † 7. Oktober 2009) war ein deutscher Diplomat. Er war der letzte Botschafter der DDR in Ungarn vor der deutschen Wiedervereinigung.

## Leben
Ab 1947 besuchte Vehres die Grund- und anschließend die Oberschule (heutige Heinz-Brandt-Schule in Berlin-Weißensee). 1959 legte Vehres das Abitur an der Arbeiter-und-Bauern-Fakultät in Halle (Saale) ab. Anschließend arbeitete er für ein Jahr in den Leuna-Werken. Von 1960 bis 1966 studierte er am Institut für Internationale Beziehungen in Moskau mit Schwerpunkt Ungarn sowie zwei Semester an der Universität Budapest. Sein Studium schloss er als Diplom-Staatswissenschaftler ab.
Ab 1966 war er für das Ministerium für Auswärtige Angelegenheiten der DDR tätig. Von 1966 bis 1970 wirkte er als Mitarbeiter in der 2. europäischen Abteilung (Benachbarte Länder), Sektor Ungarn. Von 1970 bis 1974 war er als Dritter bzw. Zweiter und Erster Sekretär an der Botschaft der DDR in Budapest tätig. Zwischen 1974 und 1988 war Vehres Mitarbeiter in der Abteilung Internationale Verbindungen des ZK der SED. Von August 1988 bis September 1990 war Vehres Botschafter der DDR in Budapest. Am 2. September 1990, einen Monat vor Schließung der DDR-Botschaft mit der deutschen Wiedervereinigung, kehrte Vehres nach Berlin zurück.
Ab 1992 arbeitete Vehres für eine große Versicherungsgesellschaft mit Sitz in Wien, er übernahm deren Budapester Niederlassung. Von 1996 bis 1999 war er Direktor der Jauch & Hübener GmbH Budapest und von 1999 bis 2004 Generaldirektor der Aon Consulting Hungary AG.
Vehres war auch für die Deutsche Gesellschaft für Flaggenkunde (DGF) aktiv. Die DGF berief ihn 2003 zum Präsidenten des Organisationskomitees des XXII. Internationalen Kongress für Flaggenkunde „FlagBerlin 2007“. Nach dem Kongress wurde Vehres zum Ersten Vorsitzenden der DGF gewählt.
Vehres war verheiratet und Vater von zwei Kindern. Er starb im Alter von 69 Jahren und wurde auf dem Georgen-Parochial-Friedhof II in Berlin-Friedrichshain beigesetzt.

## Publikationen
- Freundschaftsverträge der DDR mit Ungarn und Bulgarien. In: Deutsche Außenpolitik, Heft 11 (1967), S. 1298–1304.
- (zusammen mit Regina Pätzold): Dokumente und Materialien der Zusammenarbeit zwischen der Sozialistischen Einheitspartei Deutschlands und der Rumänischen Kommunistischen Partei. 1972 bis 1977. Dietz, Berlin 1979.
- Höchstes Forum der rumänischen Kommunisten. In: Einheit, Heft 2 (1980), S. 187–192.
- Ungarns Kommunisten berieten künftige Aufgaben. In: Einheit, Heft 6 (1980), S. 632–638.
- Rumänien – 40 Jahre nach der Befreiung vom Faschismus. In: Einheit, Heft 8 (1984), S. 732–736.
- Rumänische Kommunisten steckten neue Ziele ab. In: Einheit, Heft 2 (1985), S. 167–171.
- XIII. Parteitag der USAP: schöpferische Kontinuität und kämpferischer Realismus. In: Einheit, Heft 6 (1985), S. 555–559.
- Die Beziehungen der DDR zu Ungarn. In: Siegfried Bock, Ingrid Muth, Hermann Schwiesau (Hrsg.): Alternative deutsche Außenpolitik? DDR-Außenpolitik im Rückspiegel (II). LIT Verlag, Berlin 2006, S. 42–59.
- Als Botschafter in Budapest. In: Siegfried Bock, Ingrid Muth, Hermann Schwiesau: Die DDR-Außenpolitik, ein Überblick. Daten, Fakten, Personen (III). LIT Verlag Dr. W. Hopf, Berlin 2010, S. 56–59